# Wzniesienia Radoniowskie
Wzniesienia Radoniowskie (332.265) – małe pasmo górskie w Polsce w Sudetach Zachodnich, w południowo-zachodniej Polsce, w województwie dolnośląskim. Według podziału fizycznogeograficznego Jerzego Kondrackiego mikroregion leżący w  południowo-wschodniej części mezoregionu Pogórza Izerskiego.

## Opis
Wzniesienia Radoniowskie, niewielkie pasmo górskie złożone ze wzniesień nieprzekraczających 500 m n.p.m., położone w dorzeczu Kwisy dopływu Bobru w południowo-wschodniej części Pogórza Izerskiego. Pasmo ciągnie się na długości około 25 km, o przebiegu NE – SE od miejscowości Kościelniki Górne na północnym zachodzie do okolic Barcinka na południowym wschodzie. Pasmo podzielone jest na kilka części dolinami potoków. Od północnego zachodu graniczy z Wzgórzami Zalipiańskimi od północnego wschodu z Obniżeniem Lubomierskim i Wzgórzami Radomickimi, od których oddzielone są Maciejowickim Potokiem, od wschodu z Górami Kaczawskimi, od południowego zachodu z Przedgórzem Rębiszowskim a od południa z Wysoczyzną Rybnicy. Część południowo-wschodnia ma charakter grzbietu z kulminacją Koziarki. Wzgórza Radoniowskie tworzy ciąg łagodnych, kopulastych wzniesień o różnorodnej morfologii, urozmaicone dolinami potoków. Teren ten jest niezwykle atrakcyjny krajobrazowo, a jego walory estetyczne podnoszą dobrze zachowane kompleksy leśne.